# Iantra, Veliko Tărnovo
Iantra (în bulgară Янтра) este un sat în comuna Gorna Oreahovița, regiunea Veliko Tărnovo,  Bulgaria.
Se află la o altitudine de 59 m deasupra nivelului mării. Populația este de 592 locuitori, determinată în 15 martie 2024, prin current resident registration[*].

## Demografie
Componența etnică a satului Iantra
     Romi (7,51%)
     Turci (2,68%)
     Bulgari (81,03%)
     Nicio identificare (8,76%)
La recensământul din 2011, populația satului Iantra era de 559 locuitori. Din punct de vedere etnic, majoritatea locuitorilor (81,03%) erau bulgari, existând și minorități de romi (7,51%) și turci (2,68%). Pentru 8,76% din locuitori nu este cunoscută apartenența etnică.